# Giovanni Kessler
Giovanni Kessler (Trento, 11 giugno 1956) è un magistrato e politico italiano.
È figlio di Bruno Kessler, politico della Democrazia Cristiana già presidente dal 1960 al 1974 della Provincia autonoma di Trento e in seguito parlamentare. Giovanni Kessler è un magistrato che in diversi ruoli si è occupato in particolare di lotta alle frodi e alla corruzione, alla criminalità organizzata e transnazionale, con particolare attenzione all'Europa centro-orientale. 
Kessler è stato pubblico ministero dal 1985 al 2001, deputato per i Democratici di Sinistra dal 2001 al 2006, Alto Commissario per la lotta alla contraffazione dal 2006 al 2008 e presidente del Consiglio della Provincia autonoma di Trento dal 2008 al 2011, direttore dell'Ufficio europeo per la lotta antifrode (OLAF) dal 2011 al 2017, capo dell'Agenzia delle dogane e dei monopoli dal 2017 al 2018.

## Biografia
Kessler conseguì la maturità classica presso il Liceo Arcivescovile di Trento e si laureò con lode in Giurisprudenza all'Università di Bologna con una tesi di diritto costituzionale sul diritto all'obiezione di coscienza. Kessler fu particolarmente influenzato dall'opera di Don Lorenzo Milani e scelse l'obiezione di coscienza al servizio militare, svolgendo il servizio civile con la Caritas Italiana in Friuli e in Basilicata nelle zone colpite dal terremoto.

### Magistrato
Nel 1985 entra in magistratura. È stato sostituto procuratore presso il Tribunale di Trento dal 1986 al 1995. Indagini da lui dirette hanno portato alla luce reti organizzate di corruzione in Trentino. Dal 1995 per due anni ha prestato servizio volontario presso la direzione distrettuale antimafia di Caltanissetta, affiancando un giovanissimo Nino Di Matteo e sostenendo l'accusa in processi contro Cosa Nostra e la mafia di Gela. Dal 1997 al 2001 è stato sostituto procuratore presso il Tribunale di Bolzano, occupandosi in particolare di reati economici e transnazionali.
Kessler fu nominato dalla Commissione europea membro di missioni di esperti in Estonia, Ungheria e Repubblica Ceca. Partecipò a missioni e a progetti anticorruzione promossi dal Consiglio d'Europa. Nel dicembre 1998 fu nominato vice-capo della missione OSCE di verifica in Kosovo, responsabile per il dipartimento della polizia e della giustizia. Durante la guerra del Kosovo predispose per conto dell'OSCE un piano per il nuovo sistema giudiziario del Kosovo. Nel 1999 partecipò alla costituzione dell'iniziativa contro la criminalità organizzata del Patto di stabilità per il Sud-Est Europa. Nel settembre 2006 fu nominato Alto Commissario per la lotta alla contraffazione dal governo Prodi II. Svolse l'incarico fino all'agosto 2008.

### Carriera politica
Nell'aprile 2001 Kessler fu eletto deputato in rappresentanza del collegio di Trento. Fece parte della Commissione parlamentare d'inchiesta sull'affare Telekom Serbia. Si occupò dei temi della giustizia, della corruzione e della cooperazione giudiziaria internazionale. Fece parte dell'Assemblea Parlamentare dell'Organizzazione per la sicurezza e la cooperazione in Europa (OSCE) dal 2001 e ne fu eletto vicepresidente dal 2003 al 2006. Si occupò in particolare dei Balcani, di terrorismo, criminalità organizzata, corruzione e traffico di esseri umani. Partecipò a missioni di osservazione elettorale in vari Paesi stranieri e nel 2006 guidò la missione dell'OSCE di osservazione delle elezioni per il Congresso degli Stati Uniti. Fu inoltre vicepresidente dell'Associazione parlamentare euromediterranea. Kessler non fu ricandidato alle elezioni politiche del 2006.
Kessler sostenne il progetto della formazione del Partito Democratico e nel 2006 fondò l'Associazione per il Partito Democratico a Trento. Nell'ottobre 2007 fu eletto membro dell'Assemblea costituente del PD. .
Nel novembre 2008 Kessler fu eletto consigliere della Provincia autonoma di Trento nelle file del Partito Democratico del Trentino, risultando il secondo candidato più votato della lista. Il 2 dicembre 2008 fu eletto presidente del Consiglio della Provincia autonoma di Trento. Il 20 ottobre del 2009 entrò in carica come presidente della Conferenza delle Assemblee legislative Regionali dell'Unione europea (CALRE). Nel 2009 lavorò alla formazione di una euroregione tra Trentino, Alto Adige-Südtirol e Tirolo, che fu approvata all'unanimità dalle tre assemblee legislative congiunte il 29 ottobre 2009.

### Direttore Generale dell'OLAF
A seguito di un concorso internazionale, il 14 dicembre 2010 Kessler è nominato da Commissione europea, Consiglio e Parlamento Europeo direttore generale dell'Ufficio europeo per la lotta antifrode (OLAF). Assume la carica il 14 febbraio 2011, dopo essersi dimesso da tutti gli incarichi politici.
L'OLAF è il servizio della Commissione Europea che indaga sui casi di frode e corruzione ai danni del bilancio dell'UE e sui casi di corruzione e grave inadempimento degli obblighi professionali del personale e dei membri delle istituzioni europee; elabora inoltre la politica antifrode per la Commissione Europea.
Sotto la direzione di Kessler l'OLAF ha intrapreso un processo di riorganizzazione che in pochi anni ha portato l'Ufficio a raddoppiare la sua capacità investigativa. Diverse investigazioni dell'OLAF hanno portato alla luce scandali nelle istituzioni e attività criminali negli Stati Membri. Un'indagine dell'Ufficio su accuse di tentata corruzione per modifiche nella legislazione sul tabacco portò nell'ottobre 2012 alle dimissioni del Commissario per la salute John Dalli, vicenda che fece notevole scalpore. Altre indagini di rilievo concluse da Kessler sono state quelle sul possibile coinvolgimento di funzionari europei nei Panama Papers, sulla corruzione di quattro parlamentari europei ('Cash for Influence'), sulle frodi e corruzione negli appalti della metropolitana di Budapest, sulla gigantesca frode doganale sull'importazione di tessili cinesi in Europa, sulle spese illecite di Parlamentari europei, tra cui Marine Le Pen e sull'uso di prestiti BEI da parte di Volkswagen.
Nel 2012 Kessler è stato eletto presidente delle rete delle Autorità europee anticorruzione European Partners Against Corruption / European Anti-Corruption Network (EPAC/EACN) e dal 2013 è membro del Comitato Esecutivo dell'Associazione Internazionale delle Autorità Anticorruzione (IAACA Archiviato il 14 ottobre 2017 in Internet Archive.).
Nel 2014 Kessler è stato membro della commissione per la selezione del primo capo dell'Ufficio indipendente Anticorruzione dell'Ucraina (NABU). Negli anni seguenti è membro del board di esperti internazionali dell'Europen Union Anti-Corruption Initiative in Ucraina (EUACI) e esercita un ruolo importante nelle riforme del sistema giudiziario di quel Paese. 

### Direttore Generale dell'Agenzia delle Dogane e dei Monopoli
Alla fine del 2017 ha lasciato l'OLAF ed è stato nominato dal Governo Gentiloni direttore dell'Agenzia delle Dogane e dei Monopoli. L'anno successivo il Governo Conte I non conferma Kessler nell'incarico, sostituendolo con Benedetto Mineo.

### EUcraina
Nel 2022 crea l'organizzazione di volontariato 'EUcraina', di cui è presidente, che sostiene con aiuti umanitari il popolo ucraino vittima dell'invasione russa  .